# Olbia-Tempio megye
Olbia-Tempio megye Olaszország Szardínia régiójának egyik megyéje. Székhelye Olbia.

## Fekvése
Olbia-Tempio megye Sassari és Nuoro megyékkel határos.

## Községek(comuni)
- Aggius
- Aglientu
- Alà dei Sardi
- Arzachena
- Badesi
- Berchidda
- Bortigiadas
- Buddusò
- Budoni
- Calangianus
- Golfo Aranci
- La Maddalena
- Loiri Porto San Paolo
- Luogosanto
- Luras
- Monti
- Olbia
- Oschiri
- Padru
- Palau
- San Teodoro
- Sant’Antonio di Gallura
- Santa Teresa Gallura
- Telti
- Tempio Pausania
- Trinità d’Agultu e Vignola